# Drexell's Class
Drexell's Class is een Amerikaanse sitcom die van 1991 tot en met 1992 te zien was op de Amerikaanse televisie.

## Plotbeschrijving
Otis Drexell geeft les aan de Grantwood Elementary School, in groep 7. Totdat hij al zijn geld verloor bij een slechte deal, was hij een succesvolle zakenman. Hij probeerde zijn hoofd boven water te houden door het niet betalen van zijn belasting, maar hij werd betrapt en gearresteerd. Zijn straf is dat hij les moest geven aan een basisschool totdat hij zijn schulden heeft afbetaald.
Ondertussen is Otis recentelijk gescheiden van zijn vrouw. Zijn twee dochters, Melissa en Brenda wonen bij hem. De serie richt zich ook op Roscoe Davis, een collega van Otis aan wie hij een hekel heeft, en Francine Itkin, de directrice die later werd vervangen door Marylin Ridge. Een van Otis' weinige vrienden op school was de conciërge George, die net zoals Otis dol is op sport en bier. In de meeste afleveringen is Otis voornamelijk bezig met het proberen van een goede vader zijn. Ook probeert hij zijn leerlingen iets te leren over het echte leven, zonder dat wat in de boeken staat. Tevens hoopt hij hertrouwen met zijn ex-vrouw, zodat hij niet langer alimentatie hoeft te betalen.

## Rolbezetting
- Dabney Coleman als Otis Drexell
- Dakin Matthews als Roscoe Davis
- A.J. Langer als Melissa Drexell
- Brittany Murphy als Brenda Drexell
- Damian Cagnolatti als Kenny Sanders
- Cleavant Derricks als George Foster
- Phil Buckman als Slash
- Edie McClurg als Directrice Marilyn Ridge
- Jason Biggs als Willie Trancas
- Heidi Zeigler als Nicole Finnigan
- Matthew Lawrence als Walker
- Randy Graff als Directrice Francine E. Itkin

## Afleveringen
| #  | Titel Aflevering                                | Uitzenddatum      |
| -- | ----------------------------------------------- | ----------------- |
| 1  | Otis' Last Day                                  | 19 september 1991 |
| 2  | Air Drexell                                     | 26 september 1991 |
| 3  | Misery Loves Drexell                            | 3 oktober 1991    |
| 4  | Love Walked Right in and Swept Mr. Drexell Away | 10 oktober 1991   |
| 5  | Convictions                                     | 17 oktober 1991   |
| 6  | Viva Lost Wages                                 | 24 oktober 1991   |
| 7  | Best Halloween Ever                             | 31 oktober 1991   |
| 8  | Driving Drexell Crazy                           | 7 november 1991   |
| 9  | Down and Out at the Out 'n In                   | 14 november 1991  |
| 10 | The Best Thanksgiving Ever                      | 21 november 1991  |
| 11 | Bully for Otis                                  | 5 december 1991   |
| 12 | Silent Night, Holy Smokes                       | 12 december 1991  |
| 13 | My Own Private Iowa                             | 16 januari 1992   |
| 14 | Beauty & the Beast                              | 23 januari 1992   |
| 15 | Ashes to Ashes                                  | 6 februari 1992   |
| 16 | Til Death Do You Part                           | 13 februari 1992  |
| 17 | Cruisin'                                        | 20 februari 1992  |
| 18 | The Resentments                                 | 5 maart 1992      |